# 钦祖阿里武
钦祖阿里武（Tsinjoarivo）是马达加斯加中部的一座小镇，属于瓦卡南卡拉特拉地区的安巴图兰皮区。2001年调查人口约为20,000人。
当地小学和初中教育已完成普及。99%以上的人为农民，主要粮食作物为稻米，此外还种植少量的豆类、玉米、木薯和土豆等。服务业提供剩余1%的劳动力。
由于当地突出的文化价值，钦祖阿里武和若瓦的部分地区于1997年11月14日共同列入联合国教科文组织世界遗产暂定名单。